# Eugène Hénard

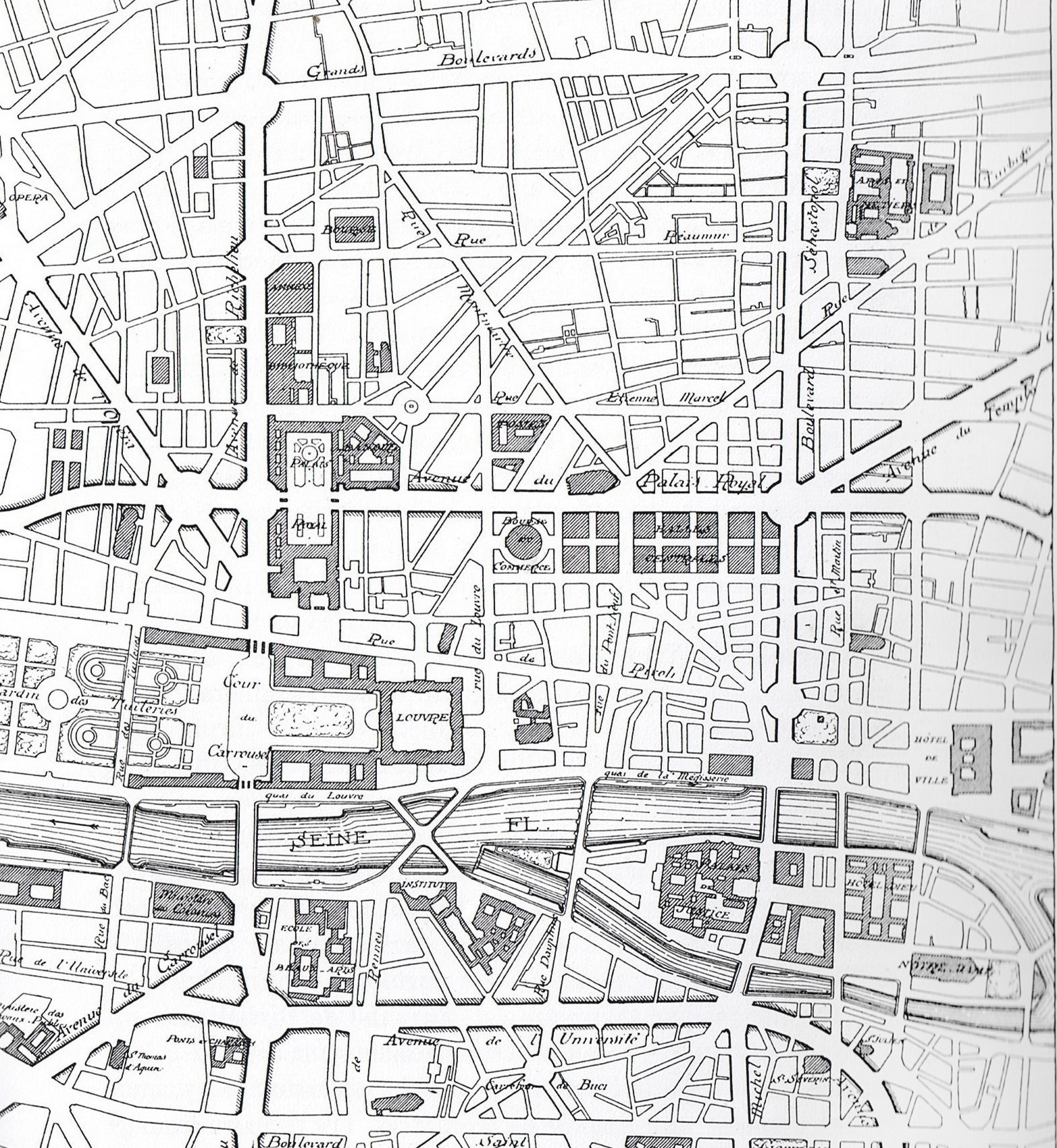
Plan de organización viaria en París

Eugène Alfred Hénard (1849–1923) fue un arquitecto francés, considerado uno de los expertos más influyentes en el campo de la planificación urbana entre los siglos XIX y XX. Fue pionero en la utilización de las rotondas, siendo el primero en introducirlas en París en 1907.
También en París planificó varias actuaciones urbanas importantes, incluyendo la red principal de grandes viales radiales que enlazan el centro de la ciudad con una nueva ronda, y la expansión de la Place de l'Opéra, siendo un decidido defensor del incremento de los espacios verdes en las ciudades. Propuso un novedoso concepto de "bulevar escalonado", en el que los edificios se disponen en ángulo con respecto a la línea de la calle, maximizando la luz que llega a los apartamentos. Sus visiones futuristas influyeron fuertemente en arquitectos posteriores, especialmente en Le Corbusier.

## Biografía

### Primeros años
Eugène Hénard nació en 1849. Su padre, Antoine-Julien Hénard, profesor de arquitectura en la École des Beaux-Arts, era conocido como el "arquitecto del 12º" por su trabajo en el Distrito XII de París, y fue profesor de su hijo en la École. Eugène demostró ser un estudiante capaz y ganó varios premios, aunque no llegó a ganar el Gran Prix de Rome.
Obtuvo el título de arquitecto en 1880, y en 1882 consiguió una plaza en el Travaux de Paris, la Oficina de Obras Públicas de la ciudad, permaneciendo en este departamento durante toda su vida laboral. Inicialmente, su principal responsabilidad fue el diseño de edificios para escuelas.

### Ingeniero y arquitecto

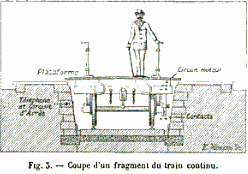
Sección transversal de la acera móvil propuesta por Hénard para la Exposición Universal de París (1889).

Durante la planificación de la Exposición Universal de París (1889), Hénard propuso la instalación de un innovador sistema de acera móvil continua para trasladar a los visitantes por el recinto de la feria, reduciendo la fatiga y mejorando su movilidad. El tren continuo o acera en movimiento habría sido impulsado mediante motores eléctricos. Su diseño incluía un conjunto de 320 plataformas rodantes que formaban un bucle continuo con una longitud de 2080 m, recorriendo la exposición sobre raíles situados en una zanja. Las plataformas estarían provistas de tarimas de madera enrasadas al nivel del suelo, y se movería de forma relativamente lenta. Los pasajeros jóvenes y ágiles podrían entrar o salir en cualquier momento, deteniéndose cada cierta distancia para facilitar el acceso de mujeres, niños y pasajeros de más edad.
El proyecto de la acera en movimiento fue rechazado, pero Hénard fue designado subinspector para la supervisión de la construcción de la enorme Galería de las Máquinas, siendo uno de los asistentes de Ferdinand Dutert, quien diseñó este edificio. El edificio abovedado más grande hasta ese momento era la Estación de St. Pancras, construida en Londres en 1868, con una luz de 73 m y la altura de 25 m. El Palacio de las Máquinas tenía una luz de 115 m y una altura de 45 m. Refiriéndose la estructura, Hénard señaló que combina con éxito el aspecto estético con la funcionalidad de su ingeniería, siendo los dos objetivos complementarios. El pabellón fue reutilizado para la Exposición de 1900, pero fue desmantelado en 1910 a pesar de que intentó preservarla como monumento arquitectónico.

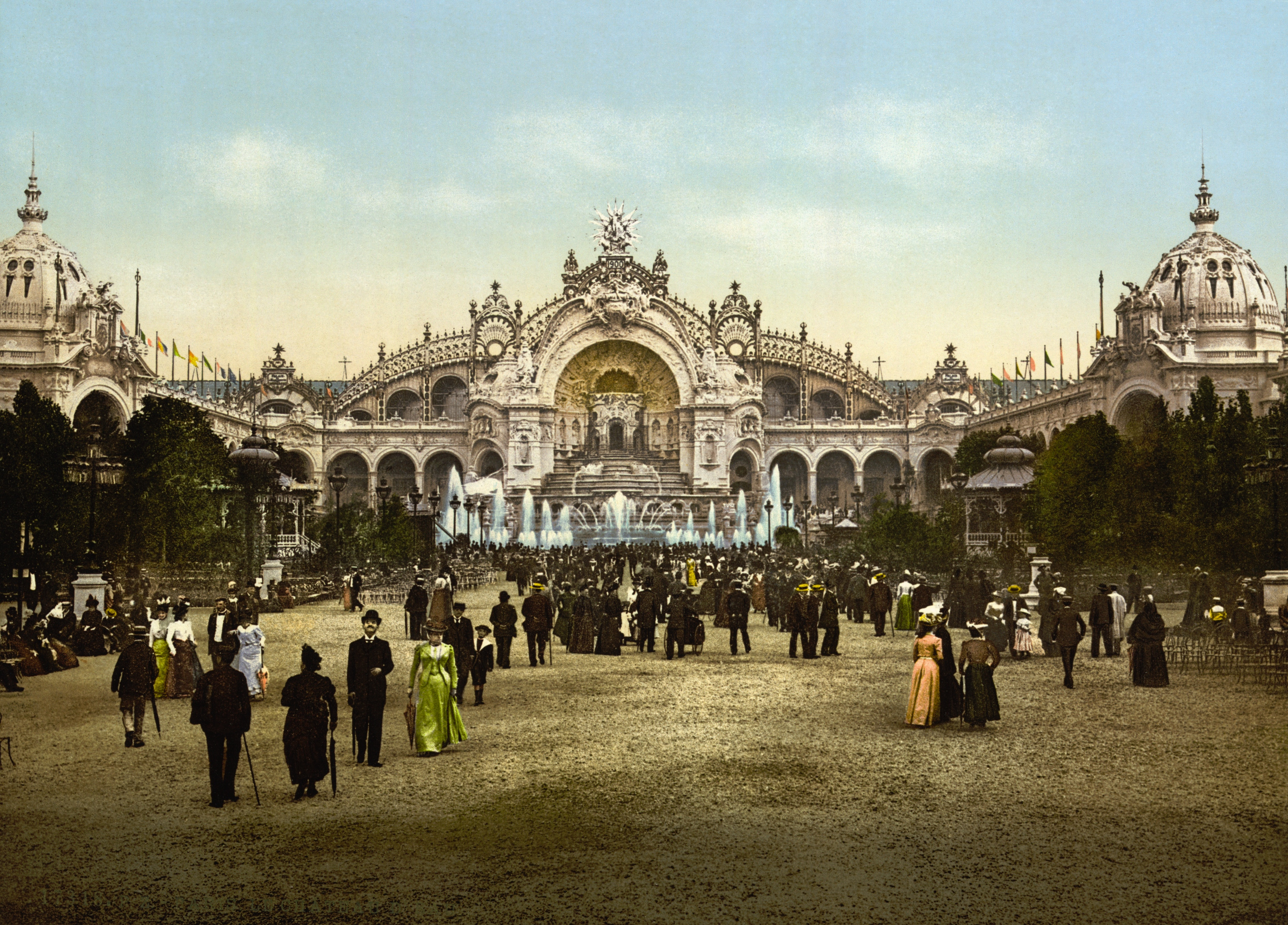
Chateau d'Eau y Palacio de la Electricidad del Campo de Marte

En 1889 Hénard se convirtió en miembro de la prestigiosa Societé Centrale des Architectes, y fue confirmado como subinspector del municipio de Paris. En 1896 fue nombrado director adjunto de servicios de arquitectura de la Exposición Universal de París (1900), y en 1897 fue relevado de sus responsabilidades municipales.
Diseñó el Palacio de la Electricidad para la Exposición, que estaba situado al final del Campo de Marte frente a la Torre Eiffel. Este pabellón de hierro y vidrio fue el punto culminante de la Exposición, y también suministró energía a todos los demás pabellones. Edmond Paulin creó la enorme torre de agua que servía de fachada al edificio, una estructura extraordinaria que incluía una enorme cascada y estaba coronada por una estatua del genio de la electricidad de más de 6 m de altura.
Hénard también diseñó el Salón de las Ilusiones, una estructura hexagonal con apariencia morisca donde las paredes interiores estaban cubiertas de espejos. El caleidoscopio gigante creado para esta sala se conserva en el Pasaje Jouffroy. Por su trabajo en la Exposición de 1900, Hénard recibió una medalla de oro de arquitectura y fue nombrado caballero de la Legión de Honor.

### Urbanista
En 1901 Hénard volvió a trabajar para la ciudad como inspector, y en 1907 fue nombrado arquitecto de la Sección 8, que comprende los Distritos 9 y 17 de París. Entre 1901 y 1913 fue responsable de varios proyectos de obras públicas en estos distritos. Dirigió la Comisión sobre las perspectivas monumentales 1910-1911, y fue nombrado miembro del Consejo de Edificios Civiles.

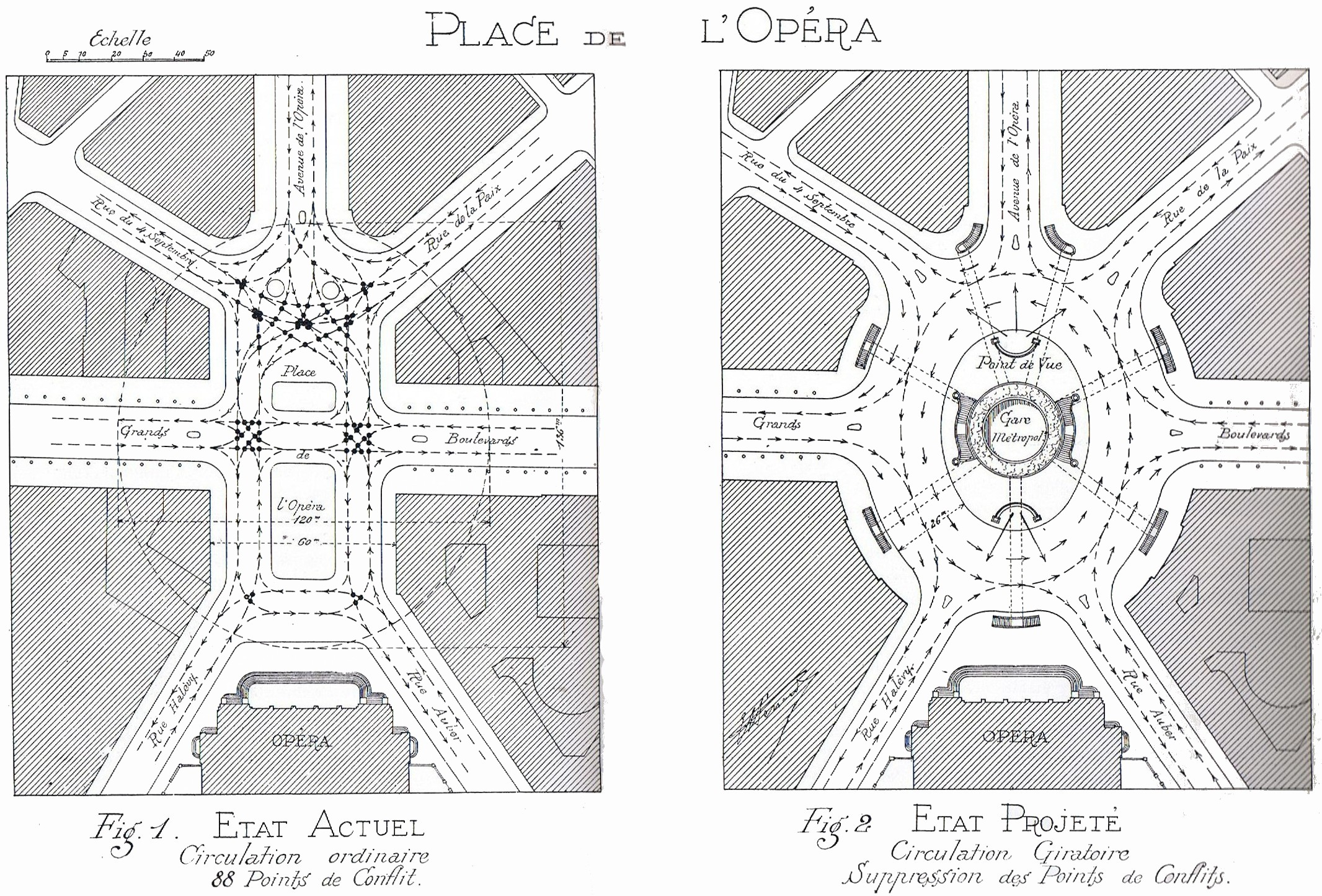
Plan detallado para la transformación de la Place de l'Opéra en un Carrefour à Girations (rotonda)

Hénard también trabajó con varias organizaciones dedicadas a la salud, la filantropía o los servicios profesionales como experto en consideraciones de planificación urbana.
En 1908 se dirigió una de las dos comisiones del Musée Social, una institución privada dedicada a la investigación social y urbanística. Su comité era responsable de identificar problemas de higiene urbana y rural y proponer soluciones, mientras que el otro comité estaba encargado de redactar la legislación y encontrar métodos legales para la implementación de las propuestas del grupo.
En noviembre de 1911 Henri Prost fue asignado para ayudar a Hénard debido a sus problemas de salud. Prost desarrollaría después una notoria carrera en el campo de la planificación urbana.
En 1913 Hénard fue uno de los fundadores de la Sociedad Francesa de Arquitectos Urbanos, que se convertiría en la Société française des urbanistes (SFU). Hénard fue su primer presidente.
Reclamó una ley que requeriría la planificación urbana para todas las ciudades de Francia con más de 10.000 habitantes. Llegó a ser reconocido internacionalmente por la serie de artículos sobre los aspectos de los planes urbanos de París que publicó entre 1903 y 1908, incluyendo sus planes para reutilizar las antiguas fortificaciones de tierra como jardines y para dotar a la ciudad de una gran carretera de circunvalación, la Grande Ceínture. El sexto artículo, publicado en marzo de 1905, analizaba el crecimiento del volumen de tráfico y la necesidad de arterias radiales. El séptimo, publicado en mayo de 1906, estudiaba la disposición de las intersecciones como glorietas. Entre otras innovaciones que propuso en su Études sur les transformations de Paris se incluían los cruces de múltiples niveles; las vías de tren y las líneas de metro; así como los elevadores.
Hénard estaba preocupado con la búsqueda de soluciones al creciente problema del tráfico en París, y dedicó gran parte de su carrera a este tema. Preparó numerosos estudios y planes para mejorar el sistema vial de París, preservando los edificios importantes y sus monumentos. Pretendía desarrollar mejores vías radiales, aprovechando la oportunidad presentada por la demolición de las antiguas fortificaciones de la ciudad para construir una carretera de circunvalación y nuevos parques y alojamientos. Las nuevas unidades de vivienda tendrían una disposición escalonada a fin de maximizar la luz recibida por cada apartamento y para crear más espacio de recreo.
Su idea recibió un fuerte apoyo de organizaciones como el Musée Social y de otros planificadores urbanos, pero fue rechazada por los inversores inmobiliarios que temían su impacto sobre las 75.000 unidades de apartamentos inicialmente planificadas. Después de la Primera Guerra Mundial (1914-1918) la mayor parte del área de fortificaciones que se iba a utilizar para sus proyectos se vendió en lotes independientes a distintas inmobiliarias.
Eugène Hénard murió en 1923.

## Innovaciones

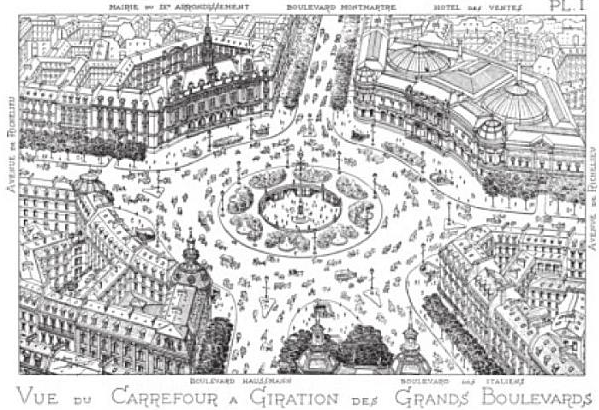
Ilustración de un Carrefour à Giration, una de las propuestas de transformación de Hénard. Téngase en cuenta que la mayoría de los vehículos representados están siendo tirados por caballos.

### Estudio estadístico de los flujos de tráfico
En 1906 se estimaron en 65 
543 vehículos los que circulaban por las calles de París. Hénard fue un pionero en los estudios de tráfico, iniciando el recuento de vehículos por tipo (por ejemplo, de uso doméstico, comercial o profesionales) y las estadísticas de cada tipo de tráfico en función de la hora del día. Comparó París con Londres, Berlín y Moscú, ciudades que tenían menos problemas de tráfico, y llegó a la conclusión de que la razón era que las otras ciudades tenían arterias radiales conectados a las carreteras de circunvalación, de las que París carecía. Sus diagramas de las principales ciudades de Europa, donde se resaltaron sus patrones de vías radiales y anillos, fueron utilizados para diseñar planes urbanos en Estados Unidos, como los de San Francisco y Chicago, elaborados por Daniel Burnham.

### Mejora de las intersecciones
Hénard propuso diversas soluciones al problema del flujo de tráfico eficiente en las intersecciones de carreteras, que incluye un tipo de enlace en forma de trébol. En 1905 Hénard propuso la regla de que en las intersecciones muy transitadas los vehículos que acceden por la derecha tenían el derecho de paso. Los experimentos con esta norma se iniciaron en 1907, y se incluyó en las primeras normas de tráfico oficiales publicadas en 1912. La regla se sigue utilizando en la actualidad.
También diseñó una intersección de dos niveles, en la que los peatones estaban separados del tráfico rodado.
Las rotondas, a menudo con un monumento cívico en el centro, tienen una larga historia. Hasta que el creciente volumen de tráfico del siglo XX forzó la situación, no había ninguna norma estándar para moverse en torno a ellas. En 1897, Holroyd Smith propuso para Londres el flujo de tráfico "giratorio", con la circulación alrededor del círculo en un sentido definido. 
Hénard propuso la misma solución para París en 1903, denominando a las glorietas Centros de giro. La primera prueba de la idea se realizó en el Columbus Circle de Nueva York, terminado en 1905. En 1907, el concepto fue introducido en París en la Place de l'Étoile y en la Plaza de la Nación. Las rotondas se introdujeron en Gran Bretaña y en Alemania poco después, y se hicieron más comunes en estos dos países que en la propia Francia.

### Bloques escalonados

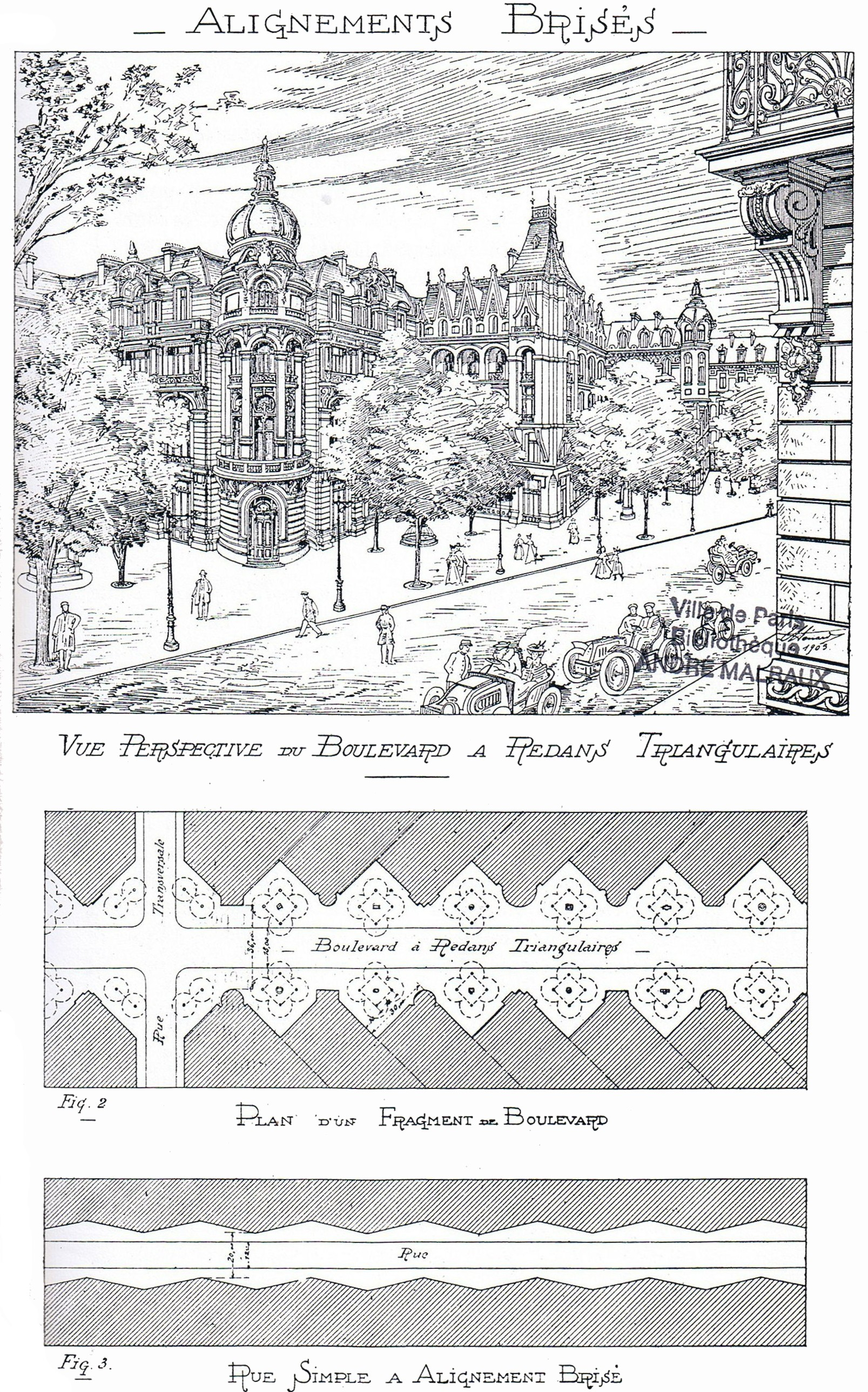
Muestra del diseño de un bulevar con bloques escalonados.

Eugène Hénard era partidario, en la planificación urbana, de la idea de combinar las soluciones a las necesidades prácticas, en particular las derivadas del desarrollo de la automoción, con objetivos estéticos explícitos. En su opinión:

"Es lamentable que con el pretexto de la higiene y de la buena administración, olvidemos nuestro pasado como pueblo con ideales artísticos; es inaceptable que no podamos crear nuevas formas en las que, a su vez, y sin renunciar a las condiciones del progreso científico, la aprobación de las personas y los aspectos de la belleza también tengan su parte."

En la visión tradicional de la salubridad urbana heredada del Barón Haussmann, se pensaba que las amplias avenidas arboladas y rectas que atraviesan la ciudad reducirían el peligro de epidemias al dejar que el aire circulase libremente. Tras el descubrimiento de las bacterias, al poco tiempo se vio como una necesidad la disposición de fachadas planas y uniformes a lo largo de las calles para maximizar la circulación del aire, aunque el aire fresco, la luz solar y un buen sistema de alcantarillado seguían siendo muy importantes.
Hénard afirmaba que para que una vía pública proporcione todas las prestaciones que requiere un tráfico intenso, es necesario que esté pavimentada y alineada correctamente, y que su anchura sea uniforme; pero esto no implica la alineación rigurosa de los edificios con respecto a la calle.
En consecuencia, propuso sustituir las líneas monótonas de las fachadas de las casas y los árboles paralelos a la calzada, con un "Boulevard escalonado" (bulevard à redans). En una versión del boulevard, los frentes de los edificios podrían estar dispuestos en ángulo con respecto a la calle; mientras que en otra se podrían crear espacios triangulares en los que es factible plantar árboles. En una disposición alternativa, los bloques con árboles se alternarían con bloques de apartamentos a lo largo de la calle, conectándolos con los bloques de apartamentos más alejados de la calzada, creando así una serie de espacios verdes cuadrados a lo largo del bulevar.
La disposición escalonada proporcionaría una mayor cantidad de luz y de emplazamientos para pequeños espacios verdes entre la calle y los edificios, o para tiendas y cafés. Hénard consideraba que así se podía disponer de una mayor libertad para facilitar la labor de los arquitectos.
Estos conceptos influiyeron en el patrón de los superbloques lineales en la Ville Contemporaine, la famosa propuesta que realizó en 1922 Le Corbusier.

### La Ciudad del Futuro

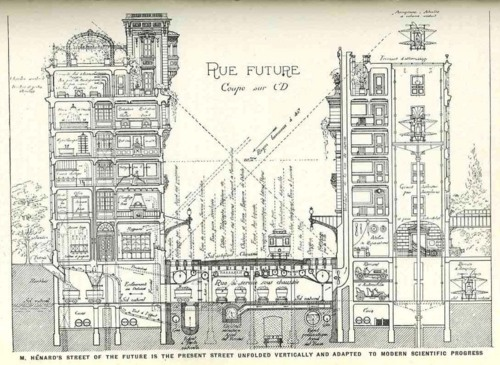
Ilustración de la "calle del futuro" de Hénard, publicada en American City en enero de 1911

Hénard presentó un documento en una conferencia en 1910 en Londres sobre la "Ciudad del Futuro", que mostró un esquema visionario de una ciudad diseñada para la alta tecnología, en la que el uso de aviones privados fuera de uso común. Aunque era utópica en aquel momento, muchas (aunque no todas) de sus sugerencias posteriormente se harían realidad.
Sus calles incluyen conducciones de gas, electricidad, aire comprimido, agua potable, tubos neumáticos para el correo o líneas telefónicas. Todas las viviendas disponen de baños con agua caliente y fría. Activados por vacío, los apartamentos tienen instalados una serie de conductos en las paredes para eliminar el aire viciado o contaminado con humo. La basura se tira por unos tubos hasta unos contenedores situados por debajo de las aceras, y un sistema de vagonetas de servicio las retirarían circulando por galerías situadas bajo de las calles.
Hénard fue el primero en proponer el concepto de un nivel del suelo artificial, lo que influyó en los arquitectos urbanos posteriores como Auguste Perret y Le Corbusier. Tuvo la visión de una "vía de servicio" que iba por debajo las calles, reservadas para el uso de los residentes de sus magníficos edificios, con sus ascensores, jardines en el techo y un helicóptero en la azotea con plataforma de aterrizaje.
Los conceptos presentados en 1915 en la obra de Le Corbusier "Pilotis-Cities", donde los edificios se situarían sobre pilotes para aumentar el espacio disponible para el flujo del tráfico, se derivan del trabajo de Hénard de 1910. Sin embargo, Hénard presentó sus innovaciones en el marco parisino de la época en un estilo decorativo fin-de-siècle, mientras que Le Corbusier pensó que una nueva forma urbana podría satisfacer mejor las necesidades de los nuevos tiempos.

## Planeamiento urbano de París

### Viales principales

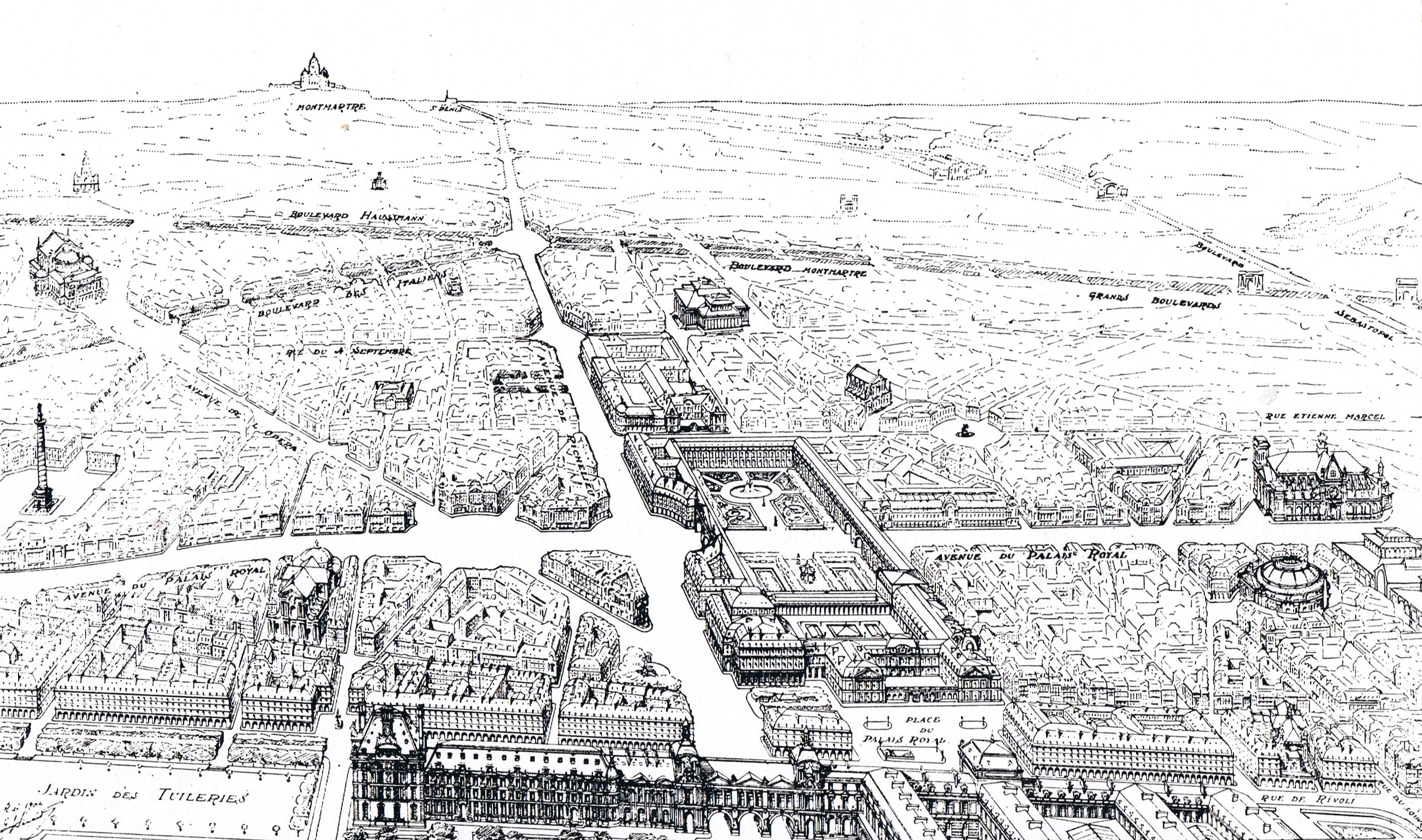
Vista del Palais-Royal y del nuevo Gran Cruce Viario de París. En esta vista la nueva Avenida del Palais-Royal (este a oeste) cruza con la Avenida de Richelieu (norte-sur).

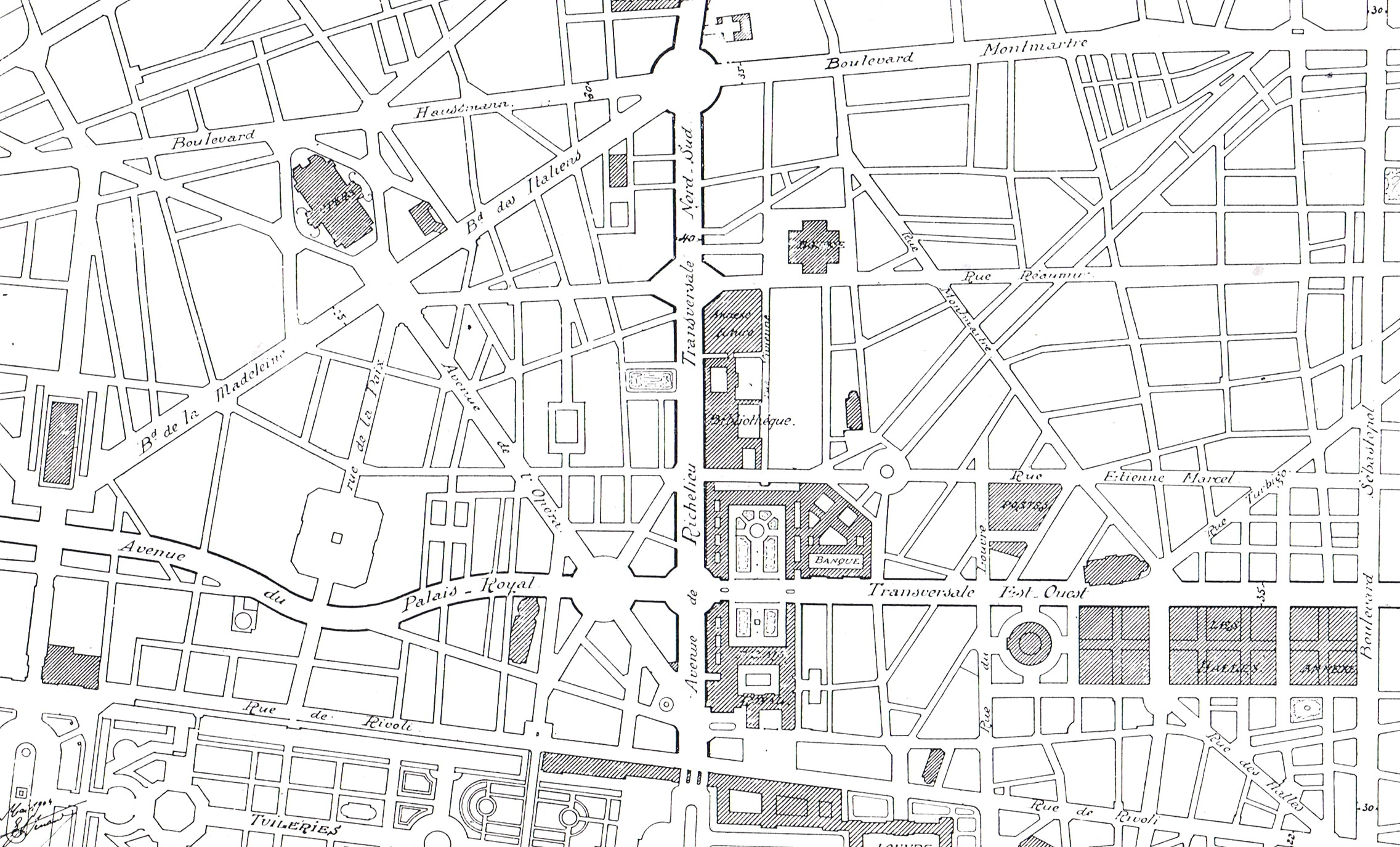
Plano del nuevo Gran Cruce Viario de París

Anticipándose a los crecientes volúmenes de tráfico, Hénard estaba a favor de una red de carreteras de circunvalación alrededor del centro de la ciudad conectada con las avenidas principales que cruzan la ciudad.
Presentó un proyecto para un nouvelle Grande-croisée Est-Ouest de Paris ("nuevo gran cruce de este a oeste de París") en 1904. En su plan, dos amplias avenidas se cruzarían en ángulo recto en el Palais-Royal, dividiendo París en cuatro distritos. Las dos grandes avenidas se unirían en una glorieta, ubicada en el lado oeste del Palais-Royal.
La arteria este-oeste, la nueva Avenue du Palais-Royal, correría a lo largo de la ruta de la rue Rambuteau, que se prolongaría a través del Palais-Royal a lo largo de la Avenue de l'Opéra. La avenida pasaría a través de los arcos de las alas del Palacio Real, similares a los arcos en el ala del Louvre de Hector Lefuel. La anchura de la avenida sería de 35 m. Intersecaría con la Rue de Richelieu norte-sur, ampliada a 40 m de ancho y renombrada como avenida de Richelieu.
Ambas vías se extenderían hasta las puertas de París, y harían el mejor uso posible de las calles existentes.
Eugene Hénard también propuso unir el Palacio Real con la sede del Banco de Francia mediante la eliminación de la Rue Radziwill. El paso de la nueva Avenue du Palais Royal por delante del edificio del Banco de Francia, le proporcionaría "un entorno digno de la primera entidad financiera de la nación". Para Hénard, la circulación general de París se habría beneficiado con la creación de la nueva Avenue du Palais Royal de una "especie de la arteria aorta colocada en el centro de la ciudad, que con sus potentes pulsaciones regularizaría el movimiento central en la ciudad".
El proyecto también incluye:
- Eliminación de las calles estrechas Valois, Montpensier y Beaujolais,
- Desplazamiento de la Fuente Molière a la esquina de la avenida de la Ópera con la nueva avenida de Richelieu, justo enfrente de la Comédie-Française,
- Sustitución de los cuatro pasajes del Louvre junto a la Rue de Rivoli y la construcción en su lugar de una nueva puerta del Louvre, más amplia y similar a la prevista inicialmente por Lefuel,
- Creación de un cruce en estrella con seis bocacalles en el punto de encuentro de la nueva Avenue du Palais Royal y la Avenida de la Opera.

Para Hénard, el conjunto formado por el arco a través del Palais-Royal, la unión en forma de estrella, la plaza de la Comédie-Française, con sus fuentes, y el arco de triunfo del Louvre; crearían un grupo de lugares en el centro de París, donde un arte monumental proporcionaría una innegable belleza adicional a la ciudad.
Todo el proyecto fue discutido durante varios años, y en 1912 dio lugar a una gran controversia dentro de la Comisión del París Antiguo. Sin embargo, la propuesta finalmente no obtuvo el apoyo necesario para salir adelante. oficial

### Place de l'Opera

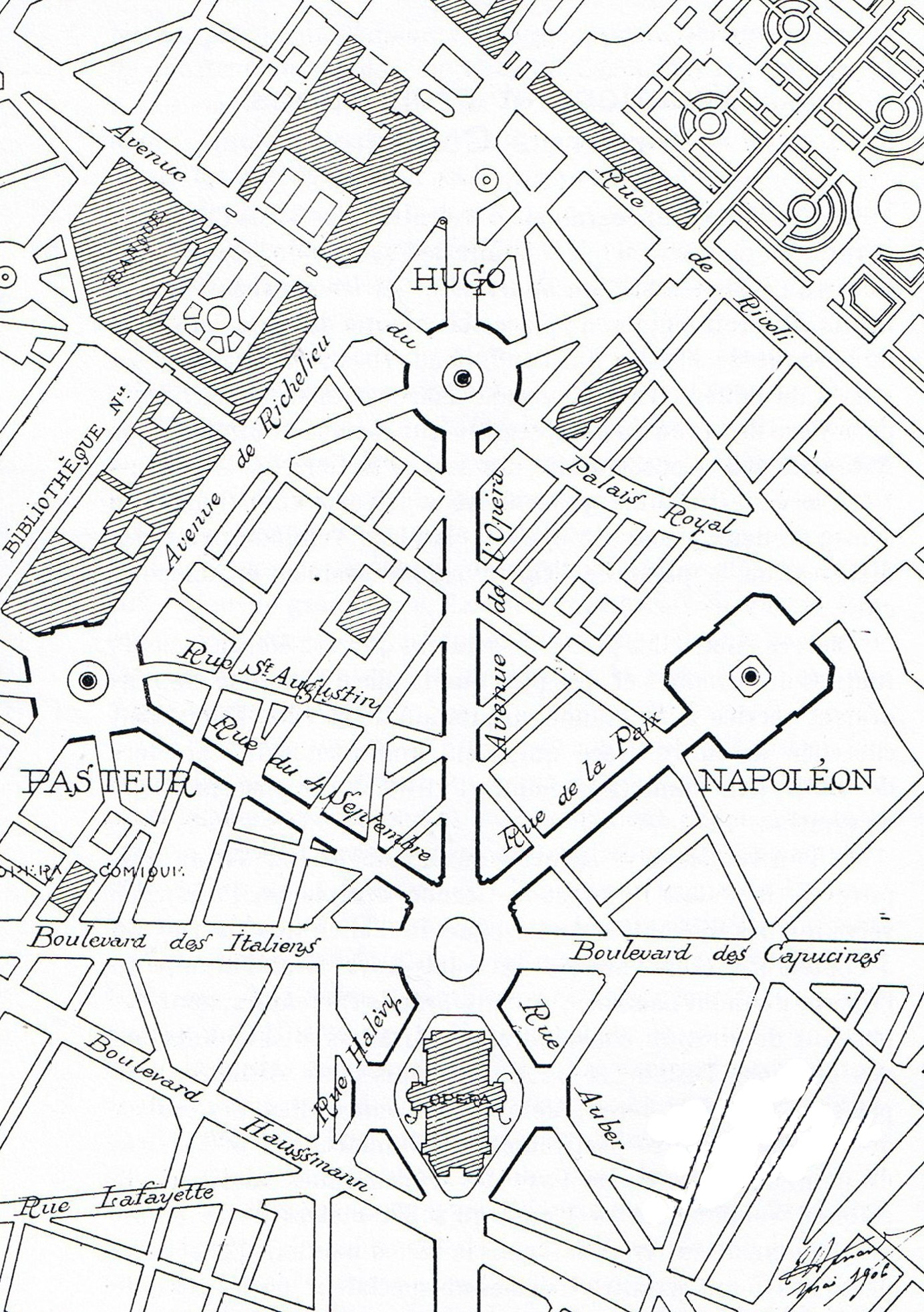
Proyecto para rediseñar la Place de l'Opéra

Eugène Hénard señaló que antes del siglo XIX las plazas tenían un área más grande que las que se estaban planteando en aquel momento, a pesar de que los problemas de tráfico entonces no existían: 19.000 m² de la Place Royale, 17.000 m² de la Place Vendome, 75.000 m² de la Place de la Concorde, mientras que la plaza de Saint-Michel solo cuenta con 6.000 m², la Plaza de la Opera con 9.000 m² y la Place de la République con 36.000 m². Defendió la creación de nuevas plazas y también la expansión de las plazas existentes, tales como la Place de l'Opéra.
Para la plaza de la Ópera, añadió consideraciones estéticas a la preocupación por el problema de la circulación de automóviles, lamentando que era imposible ver la fachada principal del edificio de la ópera como un todo. Por ello, propuso duplicar el ancho de la plaza y darle una forma casi circular, ligeramente ovalada: la elipse sería de 120 por 136 m, dimensiones suficientes como para no ralentizar el movimiento del tráfico rodado al circular por curvas con un radio demasiado pequeño. En el centro de la plaza, un gran embudo circular de 20 m de diámetro proporcionaría luz y ventilación a las galerías peatonales subterráneas y a la estación del ferrocarril metropolitano. El acceso a los pasajes subterráneos y a la estación sería a través de dos escaleras centrales y de otras siete escaleras situadas en todo el perímetro.

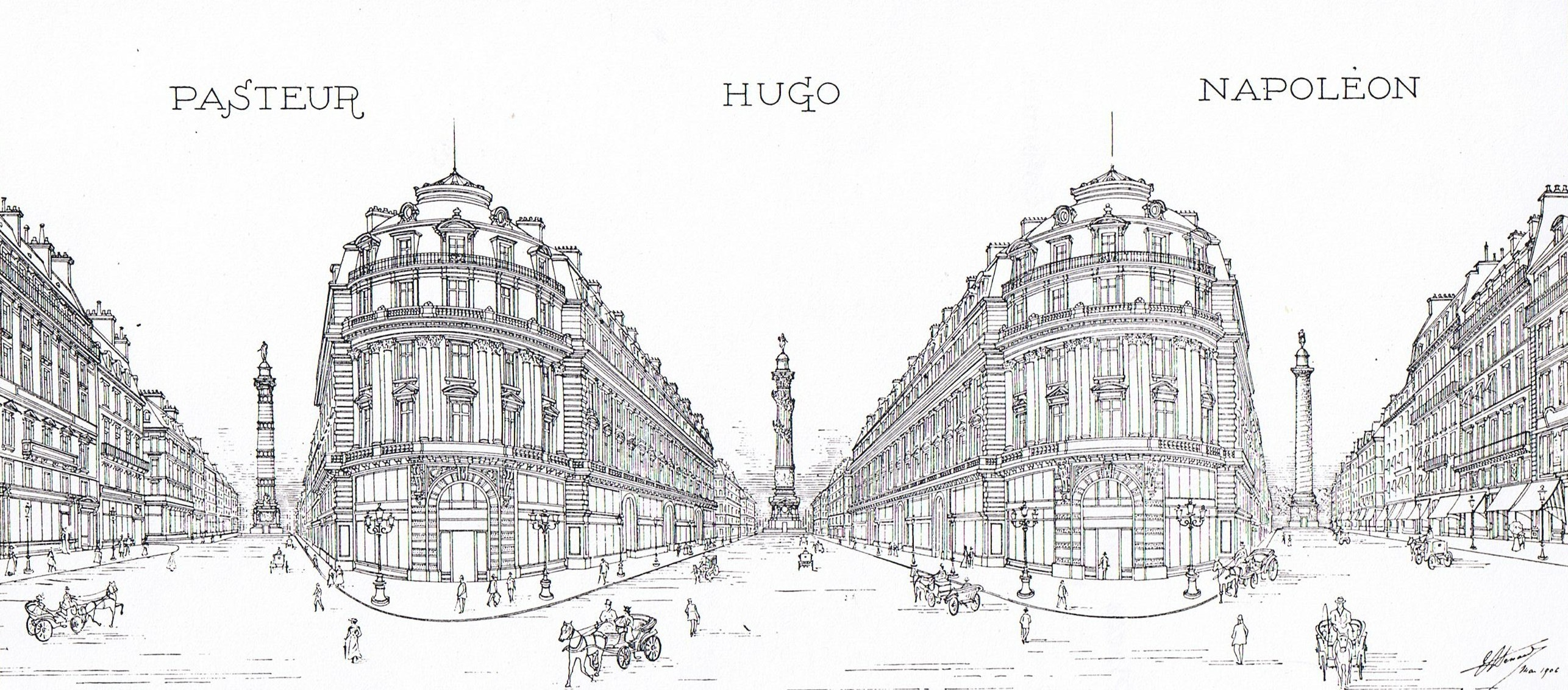
Las columnas propuestas por Eugène Hénard para anclar las perspectivas de la Place de l'Opéra

Mirando hacia el norte de la plaza se localizarían tres puntos de vista: a lo largo de la Rue de la Paix, la columna de la Gran Armada; a lo largo de la avenida de la Ópera, la cúpula distante de uno de los pabellones del Louvre; y a lo largo de la calle del 4 de septiembre, sin una referencia tan clara. Para equilibrar las perspectivas, Hénard propone la adición de dos columnas de la misma altura que la columna de Vendôme: una en el eje de la avenida de l'Opera; y la otra en la calle del 4 de septiembre. Una de las columnas sería dedicada a la gloria de las artes, y estaría rematada con una estatua de Victor Hugo; y la otra sería dedicada a la gloria de la ciencia, y contaría con una estatua de Louis Pasteur. La columna de las Artes estaría en el eje de la avenida de l'Opera, que conduce al Teatro Francés y el Louvre; y la columna de las Ciencias estaría situada en el eje de la calle del 4 de septiembre, que conduce a la Biblioteca Nacional y al Conservatorio de Artes y Oficios.

### Nuevos parques

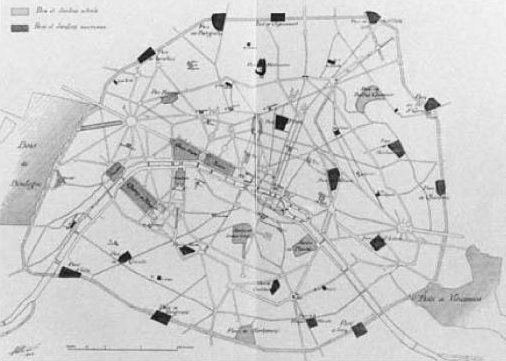
1903 Plan de nuevos parques de París (sombreado oscuro). Los parques existentes se muestran con sombreado claro.

Eugène Hénard observó que París tenía una población más densa, pero mucho menos espacios verdes que Londres, con las 1740 hectáreas de París en comparación con las 4830 hectáreas de Londres. Desde 1789, París había perdido más de la mitad de sus áreas arboladas: 391 hectáreas en 1789 en comparación con 137 hectáreas en 1903.
Lamentó especialmente que desapareciera el parque del Bagnolet, que supuso para los barrios del noreste el equivalente a un parque no inferior al de las Tuilerías, así como el jardín de Clichy, el parque Montrouge y el recinto de San Lázaro, que podrían haber formado "un parque interior de gran calidad".
En 1903 Hénard propuso la utilización del suelo reservado para las obsoletas fortificaciones de París como la base para un cinturón de parques. Esta idea fue apoyada por el Musée Social, que en 1910 pidió a los ciudadanos que votasen en las elecciones siguientes a los candidatos que apoyaran las zonas verdes y los programas de conservación urbana. Hénard reforzó con su apoyo la campaña para establecer "espacios con árboles, cubiertas de hierba y decoradas con flores con una superficie al menos igual a la del Parc Montsouris". Además, se propuso la creación de nueve grandes parques y trece campos de juegos alrededor de los límites de la ciudad. Con tamaños que variaban de 9 a 12 hectáreas, los nuevos parques planteados eran Levallois, Batignolles, Clignancourt, la Villette, Pré-Saint-Gervais, Charonne, Ivry, Vaugiard y de Issy.
También propuso la creación de nueve parques adicionales para descongestionar algunas zonas que carecían de espacios verdes: Parque de Montmartre, incluyendo parte de la colina; el parque de Saint-Denis, en el distrito 10; parque de Voltaire en el distrito 11; parque de Ménilmontant en el distrito 20; parque de San Antonio en el distrito 12; parques de la Maison-Blanche y de Croulebarbe en el distrito 13; y los parques de Maine y de Grenelle en el distrito 15. Estos parques serían más pequeños que los del primer grupo, pero no serían de menos de 1 hectárea en cada zona. El objetivo del proyecto era asegurar que cada persona estuviera a lo sumo a 1 km de un gran parque y a 500 m de un jardín o de una plaza.
En opinión de Hénard, los requisitos de la salud pública, incluyendo la higiene y el desarrollo de los niños, así como el desarrollo del ciclismo y de la gimnasia, justificaba el compromiso financiero necesario para realizar el programa propuesto. Afirmó que las áreas dedicadas a los deportes, a los cafés y a los restaurantes que quisieran establecerse generarían ingresos que ayudarían a cubrir los costos de desarrollo y de mantenimiento de los parques.
Numerosos planificadores posteriores se basaron en el plan de Hénard de 1912 para la ciudad de París, con su gran aumento de los espacios abiertos.

## Lecturas relacionadas
- Bruant, Catherine (2008). Eugène Hénard, l'invention de l'avenir. L'infortuné destin d'une famille d'architectes de la Ville de Paris (en francés). fabricA. pp. 68-185.